# امسويد

تعديل مصدري - تعديل

امسويد هي إحدى قرى عزلة سرار بمديرية سرار التابعة لمحافظة أبين، بلغ تعداد سكانها 21 نسمة حسب تعداد اليمن لعام 2004.